# Compsus
Genre
Compsus est un genre de coléoptères de la famille des Curculionidae, de la sous-famille des Entiminae et de la tribu des Eustylini.
Le nom vient du Grec "compsos" et signifie 'élégant/joli'.

## Espèces
Compsus 18-signatus - 
Compsus acrolithus - 
Compsus adamantinus - 
Compsus adonis - 
Compsus aeruginosus - 
Compsus affinis - 
Compsus albarius - 
Compsus albosetosus - 
Compsus albus - 
Compsus alternans - 
Compsus alternevittatus - 
Compsus apiarius - 
Compsus argentinicus - 
Compsus argyreus - 
Compsus armatissimus - 
Compsus ater - 
Compsus atrosignatus - 
Compsus attenuatus - 
Compsus auricephalus - 
Compsus auriceps - 
Compsus aurisquamosus - 
Compsus azureipes - 
Compsus bellus - 
Compsus benoisti - 
Compsus bicarinatus - 
Compsus bicoloratus - 
Compsus biimpressus - 
Compsus bimaculatus - 
Compsus bisignatus - 
Compsus bituberculatus - 
Compsus bituberosus - 
Compsus bourcieri - 
Compsus caeruleipes - 
Compsus candidus - 
Compsus canescens - 
Compsus canus - 
Compsus caveatus - 
Compsus chlorostictus - 
Compsus cicatricosus - 
Compsus cinerascens - 
Compsus clarus - 
Compsus coelestinus - 
Compsus cometes - 
Compsus confluens - 
Compsus conspicillatus - 
Compsus coruscus - 
Compsus costaricensis - 
Compsus cyanitarsis - 
Compsus cyphoides - 
Compsus dalmani - 
Compsus dejeani - 
Compsus delicatulus - 
Compsus deliciosus - 
Compsus deplanatus - 
Compsus dives - 
Compsus divisus - 
Compsus dorsalis - 
Compsus dorsofuscus - 
Compsus dubius - 
Compsus elegans - 
Compsus ermineus - 
Compsus espletiae - 
Compsus eustylodes - 
Compsus exanguis - 
Compsus fossicollis - 
Compsus fractilineatus - 
Compsus fulgidipes - 
Compsus furcatus - 
Compsus gemmeus - 
Compsus gentilis - 
Compsus glaucus - 
Compsus gyllenhali - 
Compsus hybridus - 
Compsus interruptus - 
Compsus iris - 
Compsus isabellinus - 
Compsus labyrinthicus - 
Compsus lacteus - 
Compsus lajoyei - 
Compsus latifrons - 
Compsus lebasi - 
Compsus lepidus - 
Compsus lindigi - 
Compsus lineatus - 
Compsus maricao - 
Compsus marshalli - 
Compsus molitor - 
Compsus monachus - 
Compsus nigropunctatus - 
Compsus nigroundulatus - 
Compsus niveus - 
Compsus obliquatus - 
Compsus obliquecostatus - 
Compsus ochroleucus - 
Compsus octodecimsignatus - 
Compsus opalinus - 
Compsus opulentus - 
Compsus ostracion - 
Compsus otti - 
Compsus parviscutum - 
Compsus parvus - 
Compsus pertinax - 
Compsus peruvianus - 
Compsus placidus - 
Compsus popayanus - 
Compsus pugionatus - 
Compsus pustulosus - 
Compsus quadrilineatus - 
Compsus quadrisignatus - 
Compsus quadrivittatus - 
Compsus religiosus - 
Compsus roseomicans - 
Compsus rufipes - 
Compsus rugosus - 
Compsus saucius - 
Compsus scrutator - 
Compsus sejunctus - 
Compsus serietuberculatus - 
Compsus simoni - 
Compsus sordidus - 
Compsus spectabilis - 
Compsus subcostatus - 
Compsus sulcicollis - 
Compsus sylvaticus - 
Compsus tuberculatus - 
Compsus variegatus - 
Compsus vespertinus - 
Compsus vestalis - 
Compsus vilis - 
Compsus violaceus - 
Compsus virginalis - 
Compsus virgineus - 
Compsus viridilimbata - 
Compsus viridimaculatus - 
Compsus viridipunctatus - 
Compsus viridis - 
Compsus viridissimus - 
Compsus viridivittatus - 
Compsus viridulus - 
Compsus wagneri - 
Compsus westermanni - 
Compsus whymperi - 
Compsus zebra